# UEFA-Pokal 2002/03

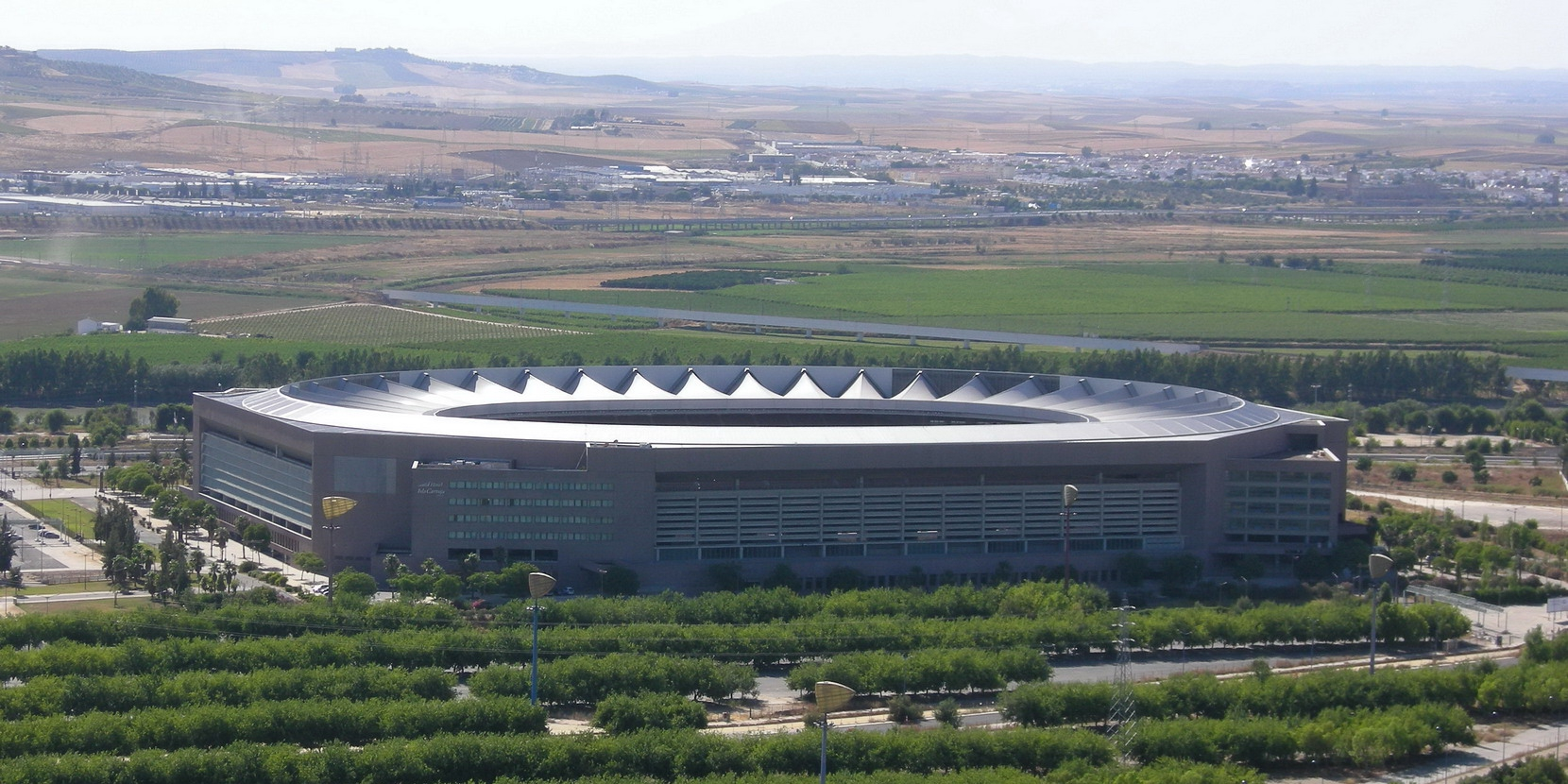
Das Olympiastadion Sevilla

Der UEFA-Pokal 2002/03 war die 32. Auflage des Wettbewerbs und wurde vom FC Porto gegen Celtic Glasgow gewonnen. Das Finale fand im Olympiastadion Sevilla statt. Erstmals waren auch Vertreter aus Kasachstan am Start, nachdem der Verband 2002 von der AFC zur UEFA gewechselt war.

## Modus
Zur Teilnahme berechtigt waren alle Vereine, die am Ende der vergangenen Saison einen der durch die UEFA-Fünfjahreswertung geregelten UEFA-Cup-Plätze belegt hatten. Wie im Vorjahr qualifizierten sich wieder drei Klubs über den UEFA Intertoto Cup für die 1. Runde. Der Wettbewerb wurde in sieben Runden in Hin- und Rückspielen (außer Finale) ausgetragen. Bei Torgleichstand entschied zunächst die Anzahl der Auswärts erzielten Tore, danach eine Verlängerung, wurde in dieser nach zweimal 15 Minuten keine Entscheidung erreicht, folgte ein Elfmeterschießen, bis der Sieger ermittelt war. Zur 3. Runde stießen zudem die acht aus der ersten Gruppenphase der Champions League als Drittplatzierte ausgeschiedenen Vereine zum Teilnehmerfeld.

## Qualifikation
Die Hinspiele fanden am 15. August, die Rückspiele am 29. August 2002 statt.
|                         | Gesamt          |                            | Hinspiel | Rückspiel |
| ----------------------- | --------------- | -------------------------- | -------- | --------- |
| FC Vaduz                | (a)1:1(a)       | FC Livingston              | 1:1      | 0:0       |
| FK Qairat Almaty        | 0:5             | Roter Stern Belgrad        | 0:2      | 0:3       |
| FK Atyrau               | 0:2             | FK Matador Púchov          | 0:0      | 0:2       |
| Araks Ararat            | 0:5             | Servette Genf              | 0:2      | 0:3       |
| Amica Wronki            | 12:20           | Total Network Solutions FC | 5:0      | 7:2       |
| FK Homel                | 5:0             | HJK Helsinki               | 1:0      | 4:0       |
| FC Encamp               | 00:13           | Zenit St. Petersburg       | 0:5      | 0:8       |
| FK Pobeda Prilep        | 2:3             | FC Midtjylland             | 2:0      | 0:3 n. V. |
| NK Primorje             | 6:3             | FC Zvartnots Jerewan       | 6:1      | 0:2       |
| FK Ventspils            | 3:1             | FC Lugano                  | 3:0      | 0:1       |
| FK Liepājas Metalurgs   | 2:6             | FC Kärnten                 | 0:2      | 2:4       |
| Dinamo Tiflis           | 5:1             | FC TVMK Tallinn            | 4:1      | 1:0       |
| Sliema Wanderers        | 1:5             | Polonia Warschau           | 1:3      | 0:2       |
| FC Levadia II Tallinn   | 0:4             | Maccabi Tel Aviv           | 0:2      | 0:2       |
| Myllykosken Pallo -47   | 1:2             | Odense BK                  | 1:0      | 0:2       |
| FK Dinamo Minsk         | 1:5             | ZSKA Sofia                 | 1:4      | 0:1       |
| NK Varteks Varaždin     | 9:0             | FC Dundalk                 | 5:0      | 4:0       |
| KOBA Senec              | 1:5             | NK Široki Brijeg           | 1:2      | 0:3       |
| KÍ Klaksvík             | 2:3             | Újpest Budapest            | 2:2      | 0:1       |
| Hapoel Tel Aviv         | 5:1             | FK Partizani Tirana        | 1:0      | 4:1       |
| Brann Bergen            | 4:6             | Sūduva Marijampolė         | 2:3      | 2:3       |
| Anorthosis Famagusta    | 3:2             | CS Grevenmacher            | 3:0      | 0:2       |
| Leixões SC              | 4:3             | FK Belasica Strumica       | 2:2      | 2:1       |
| Stabæk IF               | 5:1             | Linfield FC                | 4:0      | 1:1       |
| AIK Solna               | 5:1             | ÍBV Vestmannaeyja          | 2:0      | 3:1       |
| SK Tirana               | 2:3             | FC Naţional Bukarest       | 0:1      | 2:2       |
| FC Kopenhagen           | 7:2             | Lokomotive Tiflis          | 3:1      | 4:1       |
| Metalurh Saporischschja | 3:0             | FC Birkirkara              | 3:0      | 0:0       |
| Zimbru Chișinău         | 5:3             | IFK Göteborg               | 3:1      | 2:2       |
| Litex Lowetsch          | 8:1             | Atlantas Klaipėda          | 5:0      | 3:1       |
| Glentoran FC            | 0:6             | Wisła Krakau               | 0:2      | 0:4       |
| SK Sigma Olmütz         | 3:3 (3:5 i. E.) | FK Sarajevo                | 2:1      | 1:2 n. V. |
| Rapid Bukarest          | 5:1             | ND Gorica                  | 2:0      | 3:1       |
| FC Avenir Beggen        | 1:9             | Ipswich Town               | 0:1      | 1:8       |
| Fylkir Reykjavík        | 2:4             | Excelsior Mouscron         | 1:1      | 1:3       |
| Ferencváros Budapest    | 5:2             | AEL Limassol               | 4:0      | 1:2       |
| Hajduk Split            | 11:00           | GÍ Gøta                    | 3:0      | 8:0       |
| FC Domagnano            | 0:5             | FK Viktoria Žižkov         | 0:2      | 0:3       |
| Bangor City             | 1:2             | FK Sartid                  | 1:0      | 0:2       |
| Shamrock Rovers         | 1:5             | Djurgårdens IF             | 1:3      | 0:2       |
| FC Aberdeen             | 1:0             | FC Nistru Otaci            | 1:0      | 0:0       |

## 1. Runde
Der FC Fulham, der FC Málaga und der VfB Stuttgart qualifizierten sich über den UEFA Intertoto Cup 2002.
Die Hinspiele fanden am 19. September, die Rückspiele am 3. Oktober 2002 statt.
|                         | Gesamt    |                         | Hinspiel | Rückspiel |
| ----------------------- | --------- | ----------------------- | -------- | --------- |
| FK Viktoria Žižkov      | (a)3:3(a) | Glasgow Rangers         | 2:0      | 1:3       |
| FC Aberdeen             | 0:1       | Hertha BSC              | 0:0      | 0:1       |
| FK Austria Wien         | 5:2       | Schachtar Donezk        | 5:1      | 0:1       |
| Vitesse Arnheim         | 2:1       | Rapid Bukarest          | 1:1      | 1:0       |
| Girondins Bordeaux      | 10:10     | FK Matador Púchov       | 6:0      | 4:1       |
| Leixões SC              | 3:5       | PAOK Thessaloniki       | 2:1      | 1:4       |
| NK Primorje             | 1:8       | Wisła Krakau            | 0:2      | 1:6       |
| Litex Lowetsch          | 1:3       | Panathinaikos Athen     | 0:1      | 1:2 n. V. |
| Denizlispor             | (a)3:3(a) | FC Lorient              | 2:0      | 1:3       |
| FC Kärnten              | 1:4       | Hapoel Tel Aviv         | 0:4      | 1:0       |
| Dinamo Zagreb           | 9:1       | Zalaegerszegi TE FC     | 6:0      | 3:1       |
| Ferencváros Budapest    | 5:0       | Kocaelispor             | 4:0      | 1:0       |
| Metalurh Donezk         | 02:10     | Werder Bremen           | 2:2      | 0:8       |
| FC Midtjylland          | 2:1       | NK Varteks Varaždin     | 1:0      | 1:1       |
| Lewski Sofia            | 5:2       | Brøndby IF              | 4:1      | 1:1       |
| VfB Stuttgart           | 8:2       | FK Ventspils            | 4:1      | 4:1       |
| ZSKA Moskau             | 3:4       | AC Parma                | 1:1      | 2:3       |
| Zimbru Chișinău         | 1:4       | Betis Sevilla           | 0:2      | 1:2       |
| Beşiktaş Istanbul       | 7:2       | FK Sarajevo             | 2:2      | 5:0       |
| Legia Warschau          | 7:2       | FC Utrecht              | 4:1      | 3:1       |
| FC Naţional Bukarest    | 3:2       | SC Heerenveen           | 3:0      | 0:2       |
| AIK Solna               | 4:6       | Fenerbahçe Istanbul     | 3:3      | 1:3       |
| APOEL Nikosia           | 3:1       | Grazer AK               | 2:0      | 1:1       |
| Grasshopper Club Zürich | 4:3       | Zenit St. Petersburg    | 3:1      | 1:2       |
| Maccabi Tel Aviv        | 2:4       | Boavista Porto          | 1:0      | 1:4       |
| Slovan Liberec          | 4:2       | Dinamo Tiflis           | 3:2      | 1:0       |
| Roter Stern Belgrad     | 2:0       | Chievo Verona           | 0:0      | 2:0       |
| Hajduk Split            | 2:3       | FC Fulham               | 0:1      | 2:2       |
| Excelsior Mouscron      | 3:7       | Slavia Prag             | 2:2      | 1:5       |
| FC Kopenhagen           | 1:3       | Djurgårdens IF          | 0:0      | 1:3       |
| Servette Genf           | (a)4:4(a) | Amica Wronki            | 2:3      | 2:1       |
| FK Homel                | 1:8       | FC Schalke 04           | 1:4      | 0:4       |
| Iraklis Thessaloniki    | (a)5:5(a) | Anorthosis Famagusta    | 4:2      | 1:3       |
| RSC Anderlecht          | (a)2:2    | Stabæk IF               | 0:1      | 2:1       |
| SK Sturm Graz           | 8:6       | FC Livingston           | 5:2      | 3:4       |
| FK Željezničar Sarajevo | 0:1       | FC Málaga               | 0:0      | 0:1       |
| Sparta Prag             | 4:0       | NK Široki Brijeg        | 3:0      | 1:0       |
| Paris Saint-Germain     | 4:0       | Újpest Budapest         | 3:0      | 1:0       |
| Lazio Rom               | 4:0       | Xanthi FC               | 4:0      | 0:0       |
| Ipswich Town            | 2:1       | FK Sartid               | 1:1      | 1:0       |
| FC Chelsea              | 4:5       | Viking Stavanger        | 2:1      | 2:4       |
| Leeds United            | 2:1       | Metalurh Saporischschja | 1:0      | 1:1       |
| Celtic Glasgow          | 10:10     | Sūduva Marijampolė      | 8:1      | 2:0       |
| MKE Ankaragücü          | 1:5       | Deportivo Alavés        | 1:2      | 0:3       |
| Blackburn Rovers        | (a)4:4(a) | ZSKA Sofia              | 1:1      | 3:3       |
| Celta Vigo              | 2:1       | Odense BK               | 2:0      | 0:1       |
| Sporting Lissabon       | 4:6       | FK Partizan Belgrad     | 1:3      | 3:3 n. V. |
| FC Porto                | 6:2       | Polonia Warschau        | 6:0      | 0:2       |

## 2. Runde
Die Hinspiele fanden am 31. Oktober, die Rückspiele am 14. November 2002 statt.
|                      | Gesamt          |                         | Hinspiel | Rückspiel |
| -------------------- | --------------- | ----------------------- | -------- | --------- |
| FK Viktoria Žižkov   | 0:4             | Betis Sevilla           | 0:1      | 0:3       |
| Legia Warschau       | 2:3             | FC Schalke 04           | 2:3      | 0:0       |
| Djurgårdens IF       | 1:3             | Girondins Bordeaux      | 0:1      | 1:2       |
| APOEL Nikosia        | 0:5             | Hertha BSC              | 0:1      | 0:4       |
| Dinamo Zagreb        | 1:5             | FC Fulham               | 0:3      | 1:2       |
| Sparta Prag          | 1:2             | Denizlispor             | 1:0      | 0:2       |
| Ferencváros Budapest | 0:2             | VfB Stuttgart           | 0:0      | 0:2       |
| SK Sturm Graz        | 1:1 (8:7 i. E.) | Lewski Sofia            | 1:0      | 0:1 n. V. |
| FK Partizan Belgrad  | 4:6             | Slavia Prag             | 3:1      | 1:5 n. V. |
| FC Naţional Bukarest | 0:3             | Paris Saint-Germain     | 0:2      | 0:1       |
| Fenerbahçe Istanbul  | 2:5             | Panathinaikos Athen     | 1:1      | 1:4       |
| PAOK Thessaloniki    | 3:2             | Grasshopper Club Zürich | 2:1      | 1:1       |
| Lazio Rom            | 2:1             | Roter Stern Belgrad     | 1:0      | 1:1       |
| RSC Anderlecht       | 6:1             | FC Midtjylland          | 3:1      | 3:0       |
| FK Austria Wien      | 0:3             | FC Porto                | 0:1      | 0:2       |
| Vitesse Arnheim      | 5:4             | Werder Bremen           | 2:1      | 3:3       |
| Ipswich Town         | 1:1 (2:4 i. E.) | Slovan Liberec          | 1:0      | 0:1 n. V. |
| Deportivo Alavés     | 1:2             | Beşiktaş Istanbul       | 1:1      | 0:1       |
| AC Parma             | 3:5             | Wisła Krakau            | 2:1      | 1:4 n. V. |
| Leeds United         | 5:1             | Hapoel Tel Aviv         | 1:0      | 4:1       |
| Celtic Glasgow       | 3:0             | Blackburn Rovers        | 1:0      | 2:0       |
| FC Málaga            | 4:2             | Amica Wronki            | 2:1      | 2:1       |
| Celta Vigo           | 4:1             | Viking Stavanger        | 3:0      | 1:1       |
| Boavista Porto       | 3:1             | Anorthosis Famagusta    | 2:1      | 1:0       |

## 3. Runde
AJ Auxerre, FC Liverpool, AEK Athen, Olympique Lyon, Dynamo Kiew, Maccabi Haifa, RC Lens und der FC Brügge qualifizierten sich als Gruppendritte der ersten Gruppenphase der UEFA Champions League 2002/03 für die 3. Runde.
Die Hinspiele fanden am 28. November, die Rückspiele am 12. Dezember 2002 statt.
|                     | Gesamt    |                     | Hinspiel | Rückspiel |
| ------------------- | --------- | ------------------- | -------- | --------- |
| Hertha BSC          | 2:1       | FC Fulham           | 2:1      | 0:0       |
| Paris Saint-Germain | (a)2:2(a) | Boavista Porto      | 2:1      | 0:1       |
| Wisła Krakau        | 5:2       | FC Schalke 04       | 1:1      | 4:1       |
| Denizlispor         | 1:0       | Olympique Lyon      | 0:0      | 1:0       |
| Slovan Liberec      | 2:3       | Panathinaikos Athen | 2:2      | 0:1       |
| Beşiktaş Istanbul   | 3:1       | Dynamo Kiew         | 3:1      | 0:0       |
| Girondins Bordeaux  | 2:4       | RSC Anderlecht      | 0:2      | 2:2       |
| PAOK Thessaloniki   | 1:4       | Slavia Prag         | 1:0      | 0:4       |
| AEK Athen           | 8:1       | Maccabi Haifa       | 4:0      | 4:1       |
| SK Sturm Graz       | 2:3       | Lazio Rom           | 1:3      | 1:0       |
| FC Brügge           | 1:3       | VfB Stuttgart       | 1:2      | 0:1       |
| Vitesse Arnheim     | 0:2       | FC Liverpool        | 0:1      | 0:1       |
| Celtic Glasgow      | (a)2:2(a) | Celta Vigo          | 1:0      | 1:2       |
| Betis Sevilla       | 1:2       | AJ Auxerre          | 1:0      | 0:2       |
| FC Málaga           | 2:1       | Leeds United        | 0:0      | 2:1       |
| FC Porto            | 3:1       | RC Lens             | 3:0      | 0:1       |

## Achtelfinale
Die Hinspiele fanden am 20. Februar, die Rückspiele am 27. Februar 2003 statt.
|                     | Gesamt    |                   | Hinspiel | Rückspiel |
| ------------------- | --------- | ----------------- | -------- | --------- |
| Hertha BSC          | (a)3:3(a) | Boavista Porto    | 3:2      | 0:1       |
| Panathinaikos Athen | 3:2       | RSC Anderlecht    | 3:0      | 0:2       |
| Slavia Prag         | 3:4       | Beşiktaş Istanbul | 1:0      | 2:4       |
| AJ Auxerre          | 0:3       | FC Liverpool      | 0:1      | 0:2       |
| Lazio Rom           | 5:4       | Wisła Krakau      | 3:3      | 2:1       |
| FC Málaga           | 1:0       | AEK Athen         | 0:0      | 1:0       |
| Celtic Glasgow      | 5:4       | VfB Stuttgart     | 3:1      | 2:3       |
| FC Porto            | 8:3       | Denizlispor       | 6:1      | 2:2       |

## Viertelfinale
Die Hinspiele fanden am 13. März, die Rückspiele am 20. März 2003 statt.
|                | Gesamt          |                     | Hinspiel | Rückspiel |
| -------------- | --------------- | ------------------- | -------- | --------- |
| Lazio Rom      | 3:1             | Beşiktaş Istanbul   | 1:0      | 2:1       |
| Celtic Glasgow | 3:1             | FC Liverpool        | 1:1      | 2:0       |
| FC Málaga      | 1:1 (1:4 i. E.) | Boavista Porto      | 1:0      | 0:1 n. V. |
| FC Porto       | 2:1             | Panathinaikos Athen | 0:1      | 2:0 n. V. |

## Halbfinale
Die Hinspiele fanden am 10. April, die Rückspiele am 24. April 2003 statt.
|                | Gesamt |                | Hinspiel | Rückspiel |
| -------------- | ------ | -------------- | -------- | --------- |
| Celtic Glasgow | 2:1    | Boavista Porto | 1:1      | 1:0       |
| FC Porto       | 4:1    | Lazio Rom      | 4:1      | 0:0       |

## Finale
| FC Porto                                 | FC Porto | Celtic Glasgow | Celtic Glasgow | Aufstellung                               |
| ---------------------------------------- | --- | --- | -------------- | ----------------------------------------- |
| FC Porto                                 | \| 21. Mai 2003 in Sevilla (Olympiastadion) \| \| Ergebnis: 3:2 n. V. (2:2, 1:0) \| \| Zuschauer: 52.972 \| \| Schiedsrichter: Ľuboš Micheľ ( Slowakei) \|                                                                            | \| 21. Mai 2003 in Sevilla (Olympiastadion) \| \| Ergebnis: 3:2 n. V. (2:2, 1:0) \| \| Zuschauer: 52.972 \| \| Schiedsrichter: Ľuboš Micheľ ( Slowakei) \| | Celtic Glasgow | Aufstellung FC Porto gegen Celtic Glasgow |
| FC Porto                                 | Vítor Baía – Paulo Ferreira, Jorge Costa (71. Pedro Emanuel), Ricardo Carvalho, Nuno Valente – Dmitri Alenitschew, Costinha (9. Ricardo Costa), Maniche – Deco – Derlei, Nuno Capucho (98. Marco Ferreira) Cheftrainer: José Mourinho | Robert Douglas – Joos Valgaeren (64. Ulrik Laursen), Dianbobo Baldé, Johan Mjällby – Didier Agathe, Alan Thompson – Paul Lambert (76. Jackie McNamara), Neil Lennon, Stilijan Petrow (105. Shaun Maloney) – Chris Sutton, Henrik Larsson Cheftrainer: Martin O’Neill ( Nordirland) | Celtic Glasgow | Aufstellung FC Porto gegen Celtic Glasgow |
| FC Porto                                 | 1:0 Derlei (45.+1') 2:1 Dmitri Alenitschew (54.) 3:2 Derlei (115.) | 1:1 Henrik Larsson (47.) 2:2 Henrik Larsson (57.) | Celtic Glasgow | Aufstellung FC Porto gegen Celtic Glasgow |
| FC Porto                                 | Maniche, Marco Ferreira | Joos Valgaeren, Neil Lennon, Stilian Petrow | Celtic Glasgow | Aufstellung FC Porto gegen Celtic Glasgow |
| FC Porto                                 | Nuno Valente (120.) | Dianbobo Baldé (96.) | Celtic Glasgow | Aufstellung FC Porto gegen Celtic Glasgow |
| 21. Mai 2003 in Sevilla (Olympiastadion) | | |                |                                           |
| Ergebnis: 3:2 n. V. (2:2, 1:0)           | | |                |                                           |
| Zuschauer: 52.972                        | | |                |                                           |
| Schiedsrichter: Ľuboš Micheľ ( Slowakei) | | |                |                                           |

## Beste Torschützen
ohne Qualifikationsrunde
| Rang | Spieler                 | Klub               | Tore |
| ---- | ----------------------- | ------------------ | ---- |
| 1    | Derlei                  | FC Porto           | 12   |
| 2    | Henrik Larsson          | Celtic Glasgow     | 11   |
| 3    | Maciej Żurawski         | Wisła Krakau       | 9    |
| 4    | Nenad Jestrović         | RSC Anderlecht     | 7    |
| 5    | Mustafa Özkan           | Denizlispor        | 6    |
| 6    | Stanko Svitlica         | Legia Warschau     | 5    |
|      | Jean-Claude Darcheville | Girondins Bordeaux | 5    |
|      | Imre Szabics            | Sturm Graz         | 5    |
|      | Alan Smith              | Leeds United       | 5    |
|      | Štěpán Vachoušek        | Slavia Prag        | 5    |
|      | Hélder Postiga          | FC Porto           | 5    |
|      | Julio César Dely Valdés | FC Málaga          | 5    |

## Eingesetzte Spieler FC Porto
| FC Porto | |
| FC Porto | - Tor: Vítor Baía (11/–); Nuno (2/–) - Abwehr: Jorge Costa (12/–); Paulo Ferreira (12/–); Pedro Emanuel (9/–); Nuno Valente (8/–); Ricardo Costa (7/1); Ricardo Carvalho (7/–); Mário Silva (3/–); Cândido Costa (2/–); Carlos Secretário (2/–) - Mittelfeld: Maniche (12/2); Deco (12/1); Dmitri Alenitschew (11/2); Costinha (9/–); Nuno Capucho (8/1); Tiago (8/–); Marco Ferreira (4/–); César Peixoto (2/–); Bruno (1/–); Ákos Buzsáky (1/–); Paulinho Santos (1/–); - Sturm: Derlei (13/11); Hélder Postiga (12/6); Edgaras Jankauskas (9/4); Clayton (3/1) - Trainer: José Mourinho |